# 関東ラクロス春の最強決定戦
関東ラクロス春の最強決定戦（かんとうラクロスはるのさいきょうけっていせん）は、関東地区の大学男子ラクロス部による春季の大会である。毎年春に行われる強豪校同士の対戦イベントとして、ラクロス関係者の間で広く知られている。

## 概要
この大会は、関東学生ラクロスリーグ1部及び東京六大学に所属する大学男子ラクロス部が参加し、春季に開催される大会である。2024年に初開催され、2025年には第2回大会が行われた。大会は、前年度の成績や地域リーグでの評価を基に選抜されたチームが参加し、トーナメントまたはリーグ形式で対戦する。主に春季（3月〜5月）に開催され、シーズン開幕前の実力試しとしての役割を担っている。

## 歴史
初開催は2024年であり、関東学生ラクロスリーグ1部に所属する大学男子ラクロス部が参加した。第1回大会では東京六大学とその他の1部校に分かれ予選リーグ戦を行い、決勝戦では早稲田大学が一橋大学を破り優勝を果たした。
2025年には第2回大会が開催され、参加校や注目度が増し、現在では関東1部リーグ所属校を中心に、全国トップレベルの大学が顔をそろえる大会として認知されている。今大会では決勝トーナメント方式（FINAL6）が採用され、早稲田大学、獨協大学、明治大学、日本体育大学、慶應義塾大学、明治学院大学が勝ち進んだ。

## 特徴
各チームにとって新入生勧誘前の重要なアピールの場となっている。選手だけでなく、運営や広報なども学生主体で行われることが多い。

## 主な参加校
- 慶應義塾大学
- 早稲田大学
- 明治大学
- 法政大学
- 東京大学
- 立教大学
- 明治学院大学
- 獨協大学
- 一橋大学
- 日本体育大学
- 中央大学
- 武蔵大学
- 青山学院大学
- 横浜国立大学

## 大会結果

### 第1回（2024年）
7大学戦
| 順位 | 大学         |
| ---- | ------------ |
| 1位  | 一橋大学     |
| 2位  | 日本体育大学 |
| 3位  | 武蔵大学     |
| 4位  | 明治学院大学 |
| 5位  | 獨協大学     |
| 6位  | 中央大学     |
| 7位  | 青山学院大学 |

東京六大戦
| 順位 | 大学         |
| ---- | ------------ |
| 1位  | 早稲田大学   |
| 2位  | 明治大学     |
| 3位  | 慶應義塾大学 |
| 4位  | 法政大学     |
| 5位  | 立教大学     |
| 6位  | 東京大学     |

決勝戦、3位決定戦
| 順位   | 大学         |
| ------ | ------------ |
| 優勝   | 早稲田大学   |
| 準優勝 | 一橋大学     |
| 3位    | 明治大学     |
| 4位    | 日本体育大学 |

### 第2回（2025年）
|              | 早稲田大学 | 明治大学 | 慶應義塾大学 | 立教大学 | 法政大学 | 東京大学 | 得点 | 順位 |
| ------------ | ---------- | -------- | ------------ | -------- | -------- | -------- | ---- | ---- |
| 早稲田大学   |            | 3-3      | 5-2          | 5-2      | 8-6      | 8-2      | 13   | 1    |
| 明治大学     | 3-3        |          | 4-6          | 5-7      | 5-4      | 3-3      | 8    | 2    |
| 慶應義塾大学 | 2-5        | 6-4      |              | 4-4      | 5-3      | 9-2      | 7    | 3    |
| 立教大学     | 2-5        | 7-5      | 4-4          |          | 2-5      | 6-7      | 4    | 5    |
| 法政大学     | 6-8        | 4-5      | 3-5          | 5-2      |          | 1-4      | 3    | 6    |
| 東京大学     | 2-8        | 3-3      | 2-9          | 7-6      | 4-1      |          | 7    | 4    |

|              | 一橋大学 | 日本体育大学 | 明治学院大学 | 獨協大学 | 中央大学 | 横浜国立大学 | 得点 | 順位 |
| ------------ | -------- | ------------ | ------------ | -------- | -------- | ------------ | ---- | ---- |
| 一橋大学     |          | 4-9          | 2-8          | 6-5      | 5-3      | 7-4          | 9    | 4    |
| 日本体育大学 | 9-4      |              | 9-7          | 4-6      | 8-2      | 5-5          | 10   | 2    |
| 明治学院大学 | 8-2      | 7-9          |              | 5-7      | 6-4      | 7-3          | 9    | 3    |
| 獨協大学     | 5-6      | 6-4          | 7-5          |          | 4-1      | 5-5          | 10   | 1    |
| 中央大学     | 3-5      | 2-8          | 4-6          | 1-4      |          | 4-2          | 3    | 5    |
| 横浜国立大学 | 4-7      | 5-5          | 3-7          | 5-5      | 2-4      |              | 2    | 6    |

| 準々決勝                                         | 準決勝                                 | 決勝                             |
| ------------------------------------------------ | -------------------------------------- | -------------------------------- |
| （B2位）日本体育大学 8 vs （A3位）慶應義塾大学 7 | （A1位）早稲田大学 7 vs 日本体育大学 8 | 日本体育大学 6 vs 明治学院大学 5 |
| （A2位）明治大学 2 vs （B3位）明治学院大学 4     | （B1位）獨協大学 4 vs 明治学院大学 5   |                                  |